# Hypolimnas elsina
Hypolimnas elsina är en fjärilsart som beskrevs av Butler 1877. Hypolimnas elsina ingår i släktet Hypolimnas och familjen praktfjärilar. Inga underarter finns listade i Catalogue of Life.